# Aisuluu Tynybekova
Aisuluu Tynybekova (født 4. maj 1993) er en kirgisisk bryder, der konkurrerer i freestyle i klassen på 63 kilo. 
Hun repræsenterede sit land under sommer-OL 2012 i London, hvor hun blev elimineret i anden runde.
Under sommer-OL 2020 i Tokyo, der blev afholdt i 2021, vandt hun sølv.